# Phacomorphus duprei
Phacomorphus duprei es una especie de escarabajo del género Phacomorphus, familia Leiodidae. Fue descrita por Laneyrie en 1988.

## Distribución
Se encuentra en Francia.